# Muestra Cinematográfica del Atlántico Alcances

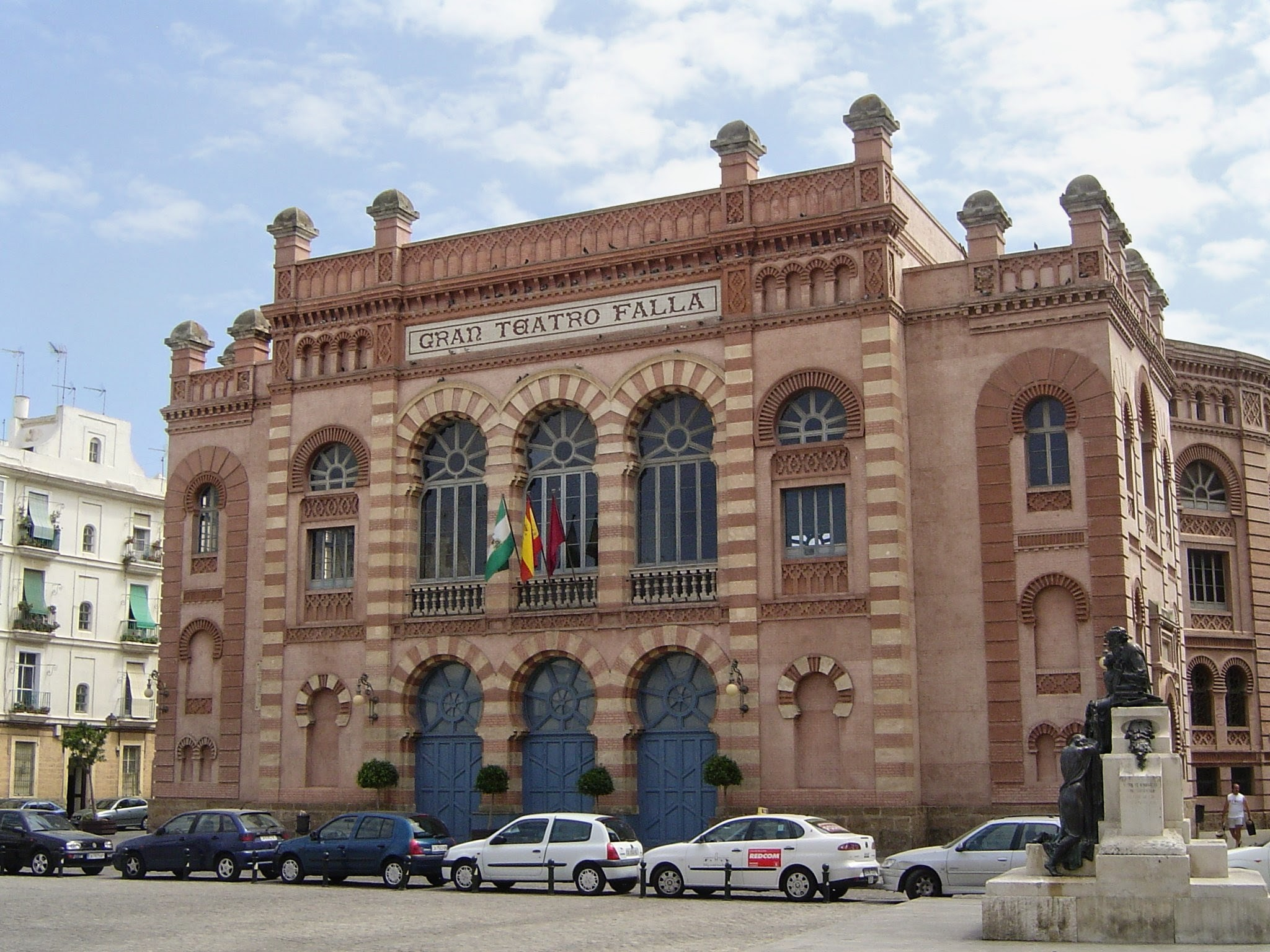
Gran Teatro Falla

La Muestra Cinematográfica del Atlántico Alcances es un festival de cine que anualmente se celebra en la ciudad de Cádiz desde finales de los años 60 hasta la actualidad. Desde 2015 su nombre oficial es Festival de Cine Documental de Cádiz, Alcances.
Con el deseo de enriquecer la oferta cultural gaditana, nace Alcances en 1968 de la mano del escritor chiclanero Fernando Quiñones. Este escritor dirige la muestra durante diez años, época en que el cine compartía espacios con exposiciones de pintura, flamenco, literatura, música clásica, etc. Eran años de falta de medios económicos y censura política. Ligada al verano de Cádiz, actualmente Alcances ocupa varias jornadas del mes de septiembre. En 1979, y hasta 1992, toma la dirección del festival José Manuel Marchante orientándolo definitivamente hacia el cine y tomando una dimensión más internacional
El Alcances del siglo XXI se caracteriza por su apoyo al cortometraje y al cine documental, y mantiene actividades paralelas: presentaciones de libros sobre cine, exposiciones, homenajes a autores destacados... en puntos de la ciudad como el Castillo de Santa Catalina o el Gran Teatro Falla.
En 2015, conmemora 10 años dedicados al Documental, principalmente el español, y pasa a denominarse "Festival de Cine Documental de Cádiz, Alcances". 
En el año 2018, cumple su 50.ª edición y traslada su sede oficial al ECCO (Espacio de Cultura Contemporánea de Cádiz). Desde ese momento, el festival entra en una dinámica de reinvención, abordando nuevos espacios de la ciudad como el Teatro del Títere, de la mano de su Director Artístico: Javier Miranda. 
Desde hace más de una década, el Festival dedica un ciclo de cortometrajes de ficción denominado "Alcances Fuera de Alcances", hasta su recién bautizo en "Cortos a la Fresquita", durante pleno mes de agosto, como antesala y muestra, también, del trabajo competitivo de la ficción española. Este evento se ha celebrado en puntos claves de la ciudad como el Baluarte de la Candelaria, la Alameda y, en este 2020, en el Castillo de Santa Catalina. 

## El Premio
El premio de Alcances consiste en una caracola con un ojo humano de plata. En su diseño original, ideado por Fernando Quiñones, aparecía sobre una caracola Murex el ojo del Che Guevara. El director de cine Basilio Martín Patino ha sido el homenajeado por su trayectoria en la edición de 2006; en la de 2007 se homenajeó a Elías Querejeta.
En el año 2008 la Muestra homenajea a José Luis López Linares que le ha puesto luz y algún que otro taquígrafo al cine de directores como Carlos Saura, Fernando Trueba, Francisco Regueiro, Felipe Vega, etc.
En los últimos años, los premios se han diversificado según el minutaje de las películas; divididos según largometraje, mediometraje y cortometraje, inclusive el Premio a la Mejor Dirección y el Premio del Público. Además de dichos premios, asociaciones como DOCMA, ASECAN, CIMA o AEDAVA, han otorgado diversos trofeos y premios propios, reflejo del sentido de colaboración y de sinergia que tanto ha caracterizado a este Festival.